# Great Neck (New York)
Great Neck ist ein Village in der Town North Hempstead im US-Bundesstaat New York mit 9.989 Einwohnern (2010). Es liegt in einem Gebiet von Sommerwohnsitzen entlang des Great-Neck-Kaps an der Nordküste von Long Island. Aufgrund seiner frühen Besiedlung um 1644 ist es auch als Old Village („Altes Dorf“) bekannt, 1922 wurde es eingemeindet.
Der Schriftsteller F. Scott Fitzgerald lebte für einige Zeit in Great Neck und nutzte es zusammen mit Nachbarorten als Schauplatz für seinen Roman Der große Gatsby.
In der Umgebung befinden sich die 1943 gegründete U.S. Merchant Marine Academy bei Kings Point und die bei Flut betriebene Saddle Rock Grist Mill aus dem frühen 18. Jahrhundert.

## Söhne und Töchter des Ortes
- Carol Bruce (1919–2007), Sängerin, Bühnen- und Filmschauspielerin
- Robert B. Radnitz (1924–2010), Filmproduzent
- George Segal (1934–2021), Schauspieler
- Burt Shavitz (1935–2015), Aussteiger, Imker und Unternehmer
- Gail Dolgin (1945–2010), Dokumentarfilmerin
- Joel Greenblatt (* 1957), Fondsmanager und Hochschullehrer
- Christopher Lambert (* 1957), Schauspieler
- Peter Rennert (* 1958), Tennisspieler
- Randy Coven (1960–2014), Bassist
- Gina Mastrogiacomo (1961–2001), Schauspielerin
- Robert Varkonyi (* 1961), Pokerspieler
- Mimi Michaels (* 1983), Schauspielerin
- Nikki Blonsky (* 1988), Schauspielerin
- Emily Hughes (* 1989), Eiskunstläuferin
- Jasmine Blocker (* 1992), Sprinterin
- Jimmy Ma (* 1995), Eiskunstläufer